# Tazón Kilimanjaro 2011
El Tazón Kilimanjaro 2011 o Bowl Kilimanjaro 2011 (en inglés, 2011 Kilimanjaro Bowl) fue el primer partido de fútbol americano jugado en el continente de África. El partido se llevó a cabo en el Sheikh Amri Abeid Memorial Stadium en Arusha, Tanzania, el 21 de mayo de 2011, en el que se enfrentaron el equipo de fútbol americano de los Bulldogs de la Universidad de Drake en contra de la Selección Nacional de la CONADEIP. Fue el primer tazón de fútbol americano de la División I de la NCAA en contra de un equipo mexicano, y el primero en ser jugado después del BCS National Championship Game. El patrocinador fue Global Football, junto con Tanapa Partners y Younger Optics.
En su estancia en África, ambos equipos trabajaron en campos de entrenamiento juveniles, proyectos de servicios para orfanatos y servicios comunitarios. También escalaron el Monte Kilimanjaro antes de regresar a sus respectivos países. En total el viaje duró 15 días.

## Itinerario
| Programa del Tazón Global Kilimanjaro 2010-2011                                                                       | Programa del Tazón Global Kilimanjaro 2010-2011                                                              |
| --- | --- |
| 17-18 de mayo: Partida de Des Moines, Iowa, Estados Unidos y la Ciudad de México, México - Llegada a Arusha, Tanzania | 19-20 de mayo: Campamentos juveniles                                                                         |
| 21 de mayo: Tazón Global Kilimanjaro Bowl                                                                             | 22-24 de mayo: Proyectos de servicio de jóvenes huérfanos                                                    |
| 25 de mayo: Escalada en el Monte Kilimanjaro                                                                          | 30 de mayo-1 de junio: Salida de Arusha, Tanzania - Llegada a Des Moines, Iowa y la Ciudad de México, México |
| Total de días de viaje - 15 días                                                                                      | |

## Resumen del partido
El fútbol americano cruzó una nueva barrera internacional cuando los Drake Bulldogs de Estados Unidos y la Selección Nacional de la CONADEIP de México se enfrentaron en un emparrillado pintado en el primer partido oficial de fútbol americano realizado en suelo africano en Arusha, Tanzania. El público asistente hizo fila afuera del Sheikh Amri Abeid Memorial Stadium por lo menos desde tres horas antes del kickoff, esperando ver la versión estadounidense del deporte que es conocido de manera universal como fútbol.
Drake abrió el partido con una serie ofensiva constante que comenzó en su propia yarda 20, pero fueron detenidos cuando el quarterback Mike Piatkowski fue interceptado al lanzar un pase a la esquina de la endzone por el cornerback de la CONADEIP Carlos García. Los Bulldogs de nuevo perdieron el balón al no poder anotar en una cuarta y centímetros en la línea de gol de la CONADEIP. En la siguiente serie ofensiva de Drake (la tercera del partido para ellos) se fueron al frente en el marcador gracias a un field goal de 27 yardas conectado por Billy Janssen. Piatkowski salió lesionado en el primer cuarto y tuvo que entrar como reemplazo el QB Tyler Castro (el reemplazo regular de los Bulldogs Cody Seeger no era elegible), quien también tuvo que salir lesionado al finalizar el segundo cuarto. 
Ambos equipos se fueron sin anotaciones en el segundo y tercer cuartos. Dos series ofensivas de la CONADEIP termiaron de manera frustrante al fallar dos intentos de fiels goals. La CONADEIP también perdió el balón debido a un fumble en la yarda 10 de Drake. Entró al partido otro QB de Drake, el jugador de primer año Nick Ens, debido a las lesiones mencionadas anteriormente. Drake tuvo muchas dificultades para poder entrar en ritmo en el equipo ofensivo. 
Un pase de 49 yardas de Dwein García de la CONADEIP a Ivan Piña al finalizar el tercer cuarto deleitó a los asistentes en el estadio, para dar comienzo a un cuarto lleno de acción. José Reyes anotó el primer touchdown del partido en un acarreo de 5 yardas para que la CONADEIP tomara la ventaja en el marcador por 7-3. Drake respondió en la siguiente serie ofensiva. En tercera y largo, Ens lanzó un pase de 18 yardas al wide receiver Joey Orlando. Ens volvió a lanzar, ahora fue un pase de anotación de 11 yardas de nuevo a Orlando. Ya con la desventaja de 10-7, la ofensiva de la CONADEIP avanzó hasta la yarda 2 de los Bulldogs, cuando Reyes fue detenido después de un acarreo de 37 yardas. En la siguiente jugada, la CONADEIP de nuevo volvió a perder el balón debido a otro fumble. El equipo defensivo de los Bulldogs recuperó el balón y el equipo ofensivo lo aprovechó, armando una serie ofensiva de 98 yardas, finalizando con un acarreo de touchdown de 2 yardas. A partir de allí ningún equipo pudo armar otra serie ofensiva. Con menos de dos minutos de juego Matt Buckley interceptó un pase de García para sellar el partido. 
Fue la primera victoria de los Bulldogs en un partido de tazón (o bowl) desde el Salad Bowl de 1949. La CONADEIP finalizó su gira con marca de 1-2. Jugaron dos partidos de preparación previos en México. El partido fue presenciado por el embajador de Estados Unidos en Tanzania Alfonso Lenhardt, el ministro de Industria y Comercio de Tanzania Lazaro Nyalandu y otros dignatarios locales. 500 niños miembros de la tribu Masái dieron un espectáculo de medio tiempo, en lugar de las acostumbradas porristas.

## Resumen de las anotaciones
Primer Cuarto
Drake - Field Goal de 27 yardas de Billy Janssen 
Segundo Cuarto
Ninguna
Tercer Cuarto
Ninguna
Cuarto Cuarto
CONADEIP - Acarreo de 5 yardas de José Reyes (Extra point de Erick Gómez Vargas)
Drake - Pase de 11 yardas de Nick Ens a Joey Orlando (Extra point de Billy Janssen)
Drake - Acarreo de 2 yardas de Patrick Cashmore (Extra point de Billy Janssen)